# Lukas Kampa
Lukas Immanuel Kampa (* 29. November 1986 in Bochum) ist ein deutscher Volleyball-Nationalspieler. Er nahm an Olympischen Spielen sowie Welt- und Europameisterschaften teil und wurde viermal zu Deutschlands Volleyballer des Jahres gewählt. Seit 2025 ist er auch Athletensprecher des Deutschen Volleyball-Verbandes (DVV).

## Karriere
Lukas Kampa stammt aus einer Volleyball-Familie. Sein Vater Ulrich absolvierte knapp hundert Länderspiele für Deutschland, seine Mutter Sabine und sein Bruder David spielten in der ersten Liga. Seine eigene Karriere begann er beim VfL Telstar Bochum und dann ging er zum SV Bayer Wuppertal. Die nächste Station war die TG 1862 Rüsselsheim. Anschließend wurde der Zuspieler beim Volleyball-Internat Frankfurt unter Stewart Bernard weiter ausgebildet. 2005 wurde er deutscher A-Jugend-Meister.
2006 wurde Kampa vom Erstligisten Moerser SC verpflichtet. Mit Moers erreichte er im DVV-Pokal 2006/07 das Endspiel gegen den VfB Friedrichshafen und das Playoff-Viertelfinale der Bundesliga. In der folgenden Saison musste sich die Moerser im Pokal-Viertelfinale gegen Friedrichshafen und im Playoff-Halbfinale gegen Berlin geschlagen geben. 2008 hatte der Zuspieler seinen ersten Einsatz in der deutschen Nationalmannschaft. Im selben Jahr wechselte er an den Bodensee. In der Saison 2008/09 schied Friedrichshafen im Pokal-Halbfinale gegen Haching aus, wurde aber im Playoff-Finale gegen denselben Gegner deutscher Meister. Der DVV-Pokal 2009/10 endete für die Häfler ebenfalls im Halbfinale (gegen Düren), aber in der Liga gelang ihnen erneut gegen Haching die Titelverteidigung.
In der Saison 2010/11 spielte Kampa mit seinem Bruder David bei den RWE Volleys Bottrop. Auch mit Bottrop kam er ins Pokal-Halbfinale, bevor in der Liga im Playoff-Viertelfinale Schluss war. Im Sommer 2011 nahm er mit Deutschland an der Europameisterschaft teil. Als Bottrop im Dezember 2011 in finanzielle Schwierigkeiten geriet, wechselte Kampa zu seiner ersten Auslandsstation beim italienischen Erstligisten Copra Elior Piacenza. Bei den Olympischen Spielen 2012 erreichte er mit Deutschland den fünften Platz.
Danach wechselte Kampa zum russischen Verein Lokomotiv Belgorod und gewann hier im Januar 2013 den russischen Pokal. Anschließend spielte er für den ukrainischen Verein Lokomotyw Charkiw und gewann die nationale Meisterschaft. Im Sommer 2013 erreichte er mit der Nationalmannschaft den siebten Platz in der Weltliga und den sechsten Rang bei der Europameisterschaft. Danach wechselte er zum italienischen Erstligisten Casa Modena. Bei der Weltmeisterschaft 2014 gewann er mit Deutschland Bronze, die erste WM-Medaille, und erhielt eine Auszeichnung als bester Zuspieler.
Anschließend wechselte Kampa zum polnischen Verein Czarni Radom. Im Mai 2015 wurde Kampa mit der Sportehrenmedaille des Landes Nordrhein-Westfalen ausgezeichnet. Im Juni gewann er in Baku bei den ersten Europaspielen die Goldmedaille und wurde erneut bester Zuspieler des Turniers. Im Dezember wurde er erstmals zu Deutschlands Volleyballer des Jahres gewählt. 2016 wechselte der Zuspieler innerhalb der polnischen Liga zu Jastrzębski Węgiel. 2017 erreichte er als Kapitän der Nationalmannschaft bei der Europameisterschaft in Polen das Finale, das gegen Russland verloren ging. Am Jahresende folgte die zweite Auszeichnung als Volleyballer des Jahres. 2018 und 2020 wurde Kampa erneut gewählt. Mit Jastrzębski Węgiel erreichte er in der Champions League 2017/18 die Top 12, in der abgebrochenen Saison 2019/20 das Viertelfinale und Saison 2020/21 die Gruppenphase. 2021 wurde er mit dem Verein außerdem polnischer Meister. Anschließend wechselte er zum Ligakonkurrenten Trefl Gdańsk.
Im Herbst 2023 schaffte Kampa mit der Nationalmannschaft die Qualifikation für die Olympischen Spiele 2024. Beim Turnier erreichte er mit dem deutschen Team das Viertelfinale gegen Frankreich, das im Tiebreak verloren ging. Nach dem Turnier erklärte er seinen Rücktritt aus der Nationalmannschaft.

## Privates
Kampa ist seit Mai 2015 Vater eines Sohns.